# 90226 Byronsmith
90226 Byronsmith è un asteroide della fascia principale. Scoperto nel 2003, presenta un'orbita caratterizzata da un semiasse maggiore pari a 3,1581824 UA e da un'eccentricità di 0,2652259, inclinata di 14,91377° rispetto all'eclittica.